# 15.ª Divisão (Japão)
A 15ª Divisão foi uma divisão de infantaria do Império do Japão que serviu durante a Segunda Guerra Mundial. A divisão foi formada no dia 1 de abril de 1905 em Toyohashi, sendo desativada no dia 1 de maio de 1925 e posteriormente reformada em Quioto no dia 4 de abril de 1938. A unidade foi desmobilizada no dia 30 de setembro de 1945 com o fim da guerra.

## Comandantes
| Comandante                    | Data                                          |
| ----------------------------- | --------------------------------------------- |
| General Sanenobu Ono          | 9 de agosto de 1918 - 25 de novembro de 1919  |
| Lt. General Kentaro Ichikawa  | 25 de novembro de 1919 - 15 de agosto de 1922 |
| General Kunishige Tanaka      | 15 de agosto de 1922 - 1 de maio de 1925      |
| Lt. General Yoshio Iwamatsu   | 15 de julho de 1938 - 9 de março de 1940      |
| Lt. General Migibun Watanabe  | 9 de março de 1940 - 28 de maio de 1940       |
| Lt. General Keiichi Kumagai   | 28 de maio de 1940 - 20 de agosto de 1941     |
| Lt. General Naoji Sakai       | 20 de agosto de 1941 - 2 de junho de 1942     |
| Lt. General Masafumi Yamauchi | 2 de junho de 1942 - 10 de junho de 1944      |
| Lt. General Ryuichi Shibata   | 10 de junho de 1944 - 20 de fevereiro de 1945 |
| Lt. General Kiyoe Yamamoto    | 20 de fevereiro de 1945 - 25 de julho de 1945 |
| Lt. General Sakon Watari      | 25 de julho de 1945 - 30 de setembro de 1945  |

## Subordinação
- Exército Expedicionário China Central - 15 de julho de 1938
- 13º Exército - 23 de setembro de 1939
- 15º Exército - junho de 1943
- 18º Exército de Campo - julho de 1945

## Ordem da Batalha
1938
- 15. Grupo de Infantaria (desmobilizada no dia 14 de fevereiro de 1944)
- 51. Regimento de Infantaria
- 60. Regimento de Infantaria
- 67. Regimento de Infantaria
- 15. Regimento de Cavalaria renomeado como 15. Regimento de Reconhecimento em junho de 1939
- 21. Regimento de Artilharia de Campo
- 15. Regimento de Engenharia
- 15. Regimento de Transporte
- Unidade de comunicação